# Mleczna (wieś)
Mleczna – wieś w Polsce położona w województwie dolnośląskim, w powiecie wrocławskim, w gminie Jordanów Śląski.

## Podział administracyjny
W latach 1975–1998 miejscowość administracyjnie należała do województwa wrocławskiego.

## Położenie geograficzne
Mleczna leży na obszarze Przedgórza Sudeckiego, na północno-zachodnim krańcu Wzgórz Łagiewnickich, będących częścią Wzgórz Niemczańsko-Strzelińskich, tuż przy międzynarodowej trasie E67. Teren wsi rozciąga się pomiędzy rzeką Ślęzą (od strony wschodniej) a położoną od strony zachodniej Jańską Górą, 253 m n.p.m. (niem. Johnsberg). W kierunku północno-wschodnim od wsi znajduje się również jeszcze jedno niewielkie wzniesienie Miedziana, 188 m n.p.m. (niem. Kupferberg).

## Nazwa[5][6]
Nazwa miejscowości jest niejasna i wywodzi się być może od polskiej nazwy mleka, czynności mielenia lub imienia Mieszko. Miejscowość została wymieniona w staropolskiej formie Mleczcow w łacińskim dokumencie wydanym 13 sierpnia 1315 roku w Brzegu przez księcia śląskiego Bolesława. Dokument ten wymienia również Piotra z Melecza we fragmencie Petrus de Melecz.
- 1288 – Mlesco
- 1351 – Mleczow
- 1783 – Mlitsch lub Mlietsch
- 1845 – Mlietsch
- 1936 – Lohetal (polityka władz hitlerowskich polegająca na usuwaniu nazw o brzmieniu słowiańskim)
- 1946 – Mleczna

## Historia
Wieś typu ulicówki. Na terenie Mlecznej znajdowała się udokumentowana archeologicznie osada kultury łużyckiej. Pierwsze wzmianki pisane pochodzą z roku 1351 (dokument potwierdzający prawa własności wsi, która należała wówczas do kapituły Kościoła św. Krzyża we Wrocławiu). W roku 1783 wieś stała się własnością kapituły katedry we Wrocławiu. W roku 1898 Mleczna przeszła na własność Reinholda Zirpla i Paula Froemsdorfa, którzy łącznie posiadali 280 hektarów gruntów rolnych. Źródła pisane wspominają również o tym, że we wsi znajdował się wiatrak oraz o tym, że liczyła ona wówczas 132 mieszkańców. W latach 1937–1945 prawa własności uzyskali syn wspomnianego Reinholda Zirpla o imieniu Alfred i Leopold von Schickfus und Neudorff, będący ostatnimi właścicielami wsi oraz przylegających do niej gruntów. W roku 1933 wieś zamieszkiwało 189 osób. W roku 1939 Mleczna liczyła 162 mieszkańców. Wybuch II wojny światowej spowodował zmniejszenie się ilości osób zamieszkujących wieś, o czym świadczą zachowane źródła statystyczne.

## Zabytki oraz pozostałości geologiczne[5]
We wsi znajduje się znacznie już zdewastowany niewielki murowany dwór pochodzący z początków XIX wieku wraz z pozostałościami zabudowań gospodarczych, resztkami ogrodu oraz głazem narzutowym o średnicy 250 cm. Kolejny głaz narzutowy o średnicy 350 cm znajduje się przy drodze prowadzącej w kierunku Jezierzyc, przy której zachował się także kamienny słup graniczny o wysokości ok. 2 metrów. W budynku dworu mieszka obecnie kilka rodzin. Dobrze zachowany duży grobowiec rodziny Zirplów znajduje się w północno-zachodniej części cmentarza gminno-parafialnego w pobliskim Jordanowie Śląskim. Nieopodal wsi zabytkowa Wieża Bismarcka na Jańskiej Górze.

## Inne obiekty
- świetlica wiejska wraz z niewielką salą taneczną
- drewniany przydrożny krzyż wiejski
- most na rzece Ślęza

## Współczesny profil produkcji rolnej
Specyfika gospodarcza wsi to uprawa głównie cebuli konsumpcyjnej i cebuli nasiennej (ok. 12% pow.) oraz w mniejszym stopniu buraków cukrowych, pszenicy, ziemniaków, a także ogórków.